# Musikjahr 1891
Liste der Musikjahre

◄◄ | ◄ | 1887 | 1888 | 1889 | 1890 | Musikjahr 1891 | 1892 | 1893 | 1894 | 1895 | ► | ►►

Weitere Ereignisse
Dieser Artikel behandelt das Musikjahr 1891.

## Ereignisse
- 05. Mai: Mit einem von Walter Damrosch und Pjotr Iljitsch Tschaikowski dirigierten Konzert wird die von Andrew Carnegie finanzierte Music Hall of New York offiziell eröffnet, obwohl der Bau noch nicht fertig ist.
- 07. November: Anton Bruckner wird als erstem Komponisten von der Universität Wien die Ehrendoktorwürde verliehen.

### Instrumental- und Chormusik
- 10. Mai: Der Walzer Gross-Wien von Johann Strauss (Sohn) wird mit 500 Musikern der vereinigten Militärkapellen Wiens unter der Leitung des Komponisten in der Sängerhalle im Wiener Prater uraufgeführt. Die Reaktionen der Kritiker sind unterschiedlich, aber weniger euphorisch als bei anderen Walzern von Johann Strauss. Die Aufführung der Chorversion erfolgt am 10. Oktober unter der Leitung von Eduard Kremser.
- 24. November/12. Dezember: Johannes Brahms: Klarinettentrio a-Moll op. 114; Klarinettenquintett op. 115
- Antonín Dvořák: Klaviertrio No. 4 op. 90; In der Natur op. 91, Konzertouvertüre; Karneval op. 92, Konzertouvertüre; Waldesruhe B. 173[4] für Violoncello und Klavier; Rondo für Violoncello op. 94;
- Pjotr Iljitsch Tschaikowski: Musik zum Schauspiel Hamlet für kleines Orchester op. 67a; Der Wojewode, Sinfonische Ballade in a-Moll op. posth. 78; Warum der Freuden Stimmen wehren? für Männerchor B-Dur; Ohne Zeit für vierstimmigen Frauenchor e-Moll
- Charles-Marie Widor: Klavierquartett a-Moll, op. 66
- Charles Gounod: Messe dite de Clovis, d’après de chant grégorien C-Dur; Requiem C-Dur
- Claude Debussy: Marche écossaise sur un thème populaire; Mazurka (Klaviermusik); Deux Arabesques (Klaviermusik) 1891 vollendet

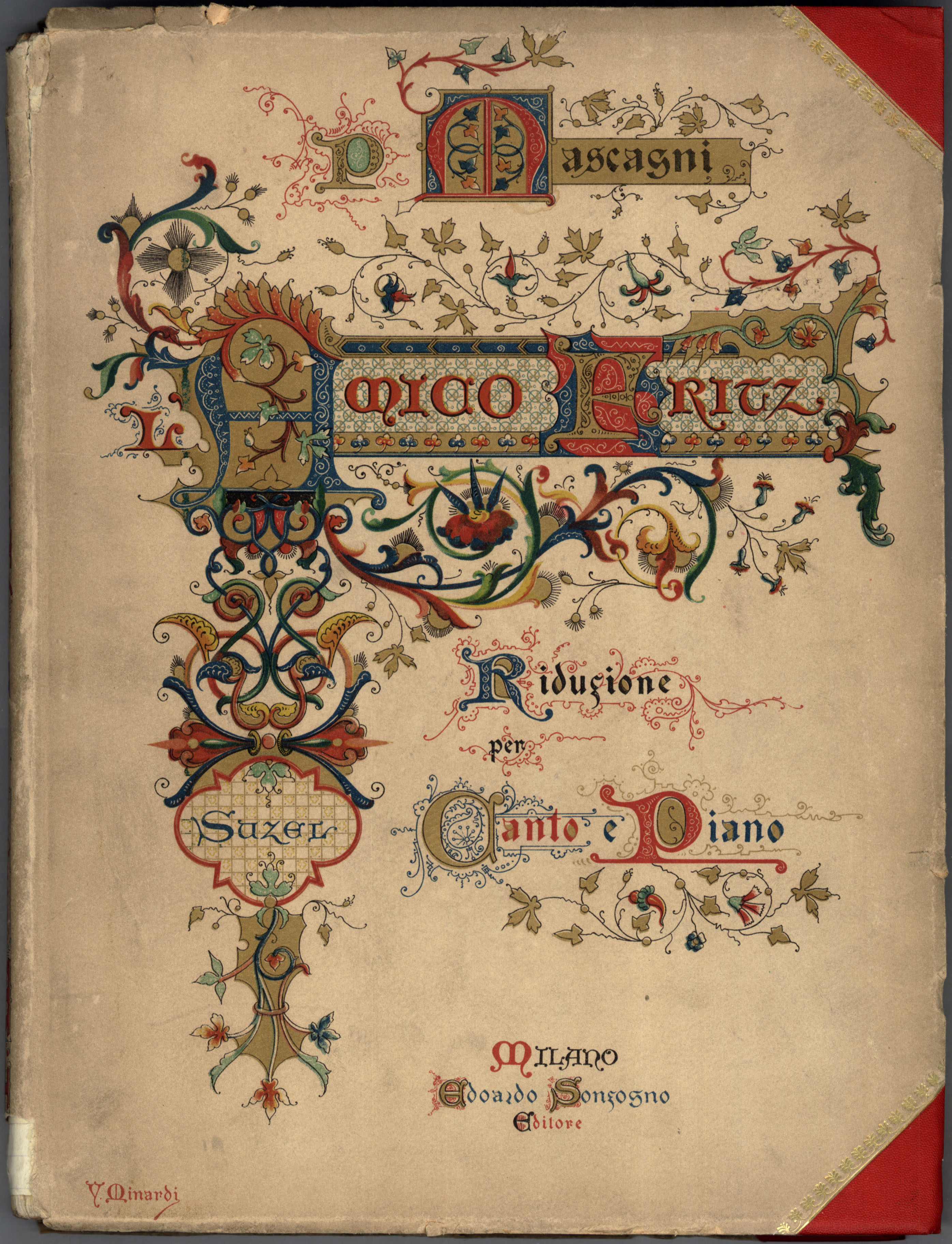
Pietro Mascagni – L’amico Fritz – Titelblatt des Klavierauszugs

### Musiktheater
- 02. Januar: Uraufführung der Oper Traum auf der Wolga (Orig.: Son na Volge) von Anton Stepanowitsch Arenski im Bolschoi-Theater in Moskau
- 10. Januar: Uraufführung der Operette Saint Cyr von Rudolf Dellinger am Carl-Schultze-Theater in Hamburg.
- 10. Januar: Uraufführung der Operette Der Vogelhändler von Carl Zeller im Theater an der Wien in Wien.
- 16. März: Uraufführung der Oper Le Mage von Jules Massenet an der Grand Opéra Paris
- 21. Oktober: Uraufführung der tragischen Oper Vendetta von Alexander von Fielitz in Lübeck
- 31. Oktober: Uraufführung der Oper L’amico Fritz von Pietro Mascagni in Rom

Weitere Uraufführungen
- Adolf Müller junior: Die Kammerjungfrau (Singspiel)

## Gründungen
- Magnus Hofberg – Instrumentenfabrik des gleichnamigen aus Schweden stammenden Gründers in Leipzig

## Geboren

### Januar bis Juni
- 06. Januar: Fritz Imhoff, österreichischer Schauspieler und Sänger († 1961)
- 20. Januar: Mischa Elman, US-amerikanischer Violinvirtuose († 1967)
- 21. Januar: Nikolai Semjonowitsch Golowanow, russisch-sowjetischer Dirigent, Komponist und Hochschullehrer († 1953)
- 21. Januar: Ivar Hellman, schwedischer Komponist und Dirigent († 1994)
- 21. Januar: Timothy Mather Spelman, US-amerikanischer Komponist († 1970)
- 26. Januar: Salvador Sturla, dominikanischer Komponist und Musiker († 1975)
- 28. Januar: Karel Boleslav Jirák, tschechischer Komponist († 1972)
- 30. Januar: Tito Roccatagliata, argentinischer Tangogeiger und -komponist († 1925)
- 31. Januar: Max Drischner, deutscher Komponist, Organist und Cembalist († 1971)
- 08. Februar: Joan Altisent i Ceardi, katalanischer Komponist, Organist und Musikpädagoge († 1971)
- 11. Februar: Paul Ash, US-amerikanischer Violinist, Pianist, Komponist und Bigband-Leader († 1958)
- 18. Februar: Haydn Morris, walisischer Chorleiter, Organist und Komponist († 1965)
- 18. Februar: Alice Solscher, deutsche Opernsängerin (dramatischer Sopran), Dozentin für Sprecherziehung in Wien († 1970)
- 21. Februar: Karl L. King, US-amerikanischer Komponist und Dirigent († 1971)
- 25. Februar: Alfredo Marceneiro, portugiesischer Fado-Sänger († 1982)
- 27. Februar: Issai Alexandrowitsch Dobrowen, russisch-norwegischer Komponist, Dirigent und Pianist († 1953)
- 27. Februar: Flérida de Nolasco, dominikanischer Literatur- und Musikwissenschaftlerin († 1976)
- 05. März: Gitz Rice, kanadischer Sänger, Pianist, Komponist und Entertainer († 1947)
- 07. März: Janko Ravnik, slowenischer Komponist, Musikpädagoge und Regisseur († 1981)
- 11. März: Maurice Faure, französischer Pianist († 1991)
- 13. März: Omer Létourneau, kanadischer Organist und Pianist, Komponist, Musikverleger und -pädagoge († 1983)
- 16. März: Dezyderiusz Danczowski, polnischer Cellist und Musikpädagoge († 1950)
- 16. März: Juozas Žilevičius, litauischer Komponist, Organist, Musikpädagoge und -wissenschaftler († 1985)
- 19. März: Josef Blatný, tschechischer Komponist und Organist († 1980)

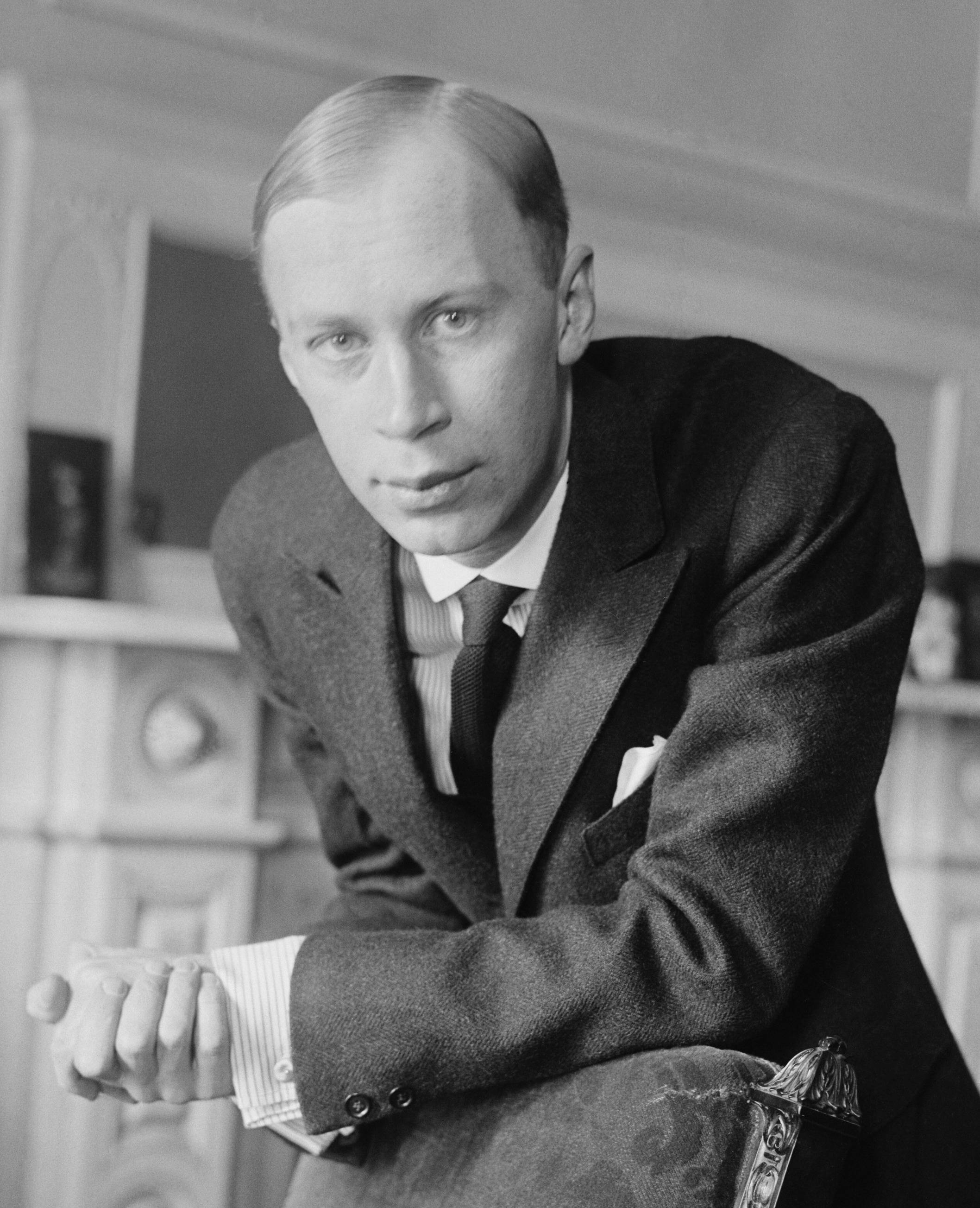
Sergei Prokofiev; * 23. April

- 22. März: Alexis Roland-Manuel, französischer Komponist und Musikkritiker († 1966)
- 01. April: Hans Kayser, deutscher Komponist und Musiktheoretiker († 1964)
- 03. April: Felicie Hüni-Mihacsek, ungarische Opern- und Konzertsängerin († 1976)
- 09. April: Eugen Szenkar, ungarischer Dirigent († 1977)
- 13. April: Willy Salomon, deutscher Pianist, Komponist und Musikpädagoge († 1958)
- 15. April: Karl Alwin, deutscher Dirigent († 1945)
- 15. April: Väinö Raitio, finnischer Komponist († 1945)

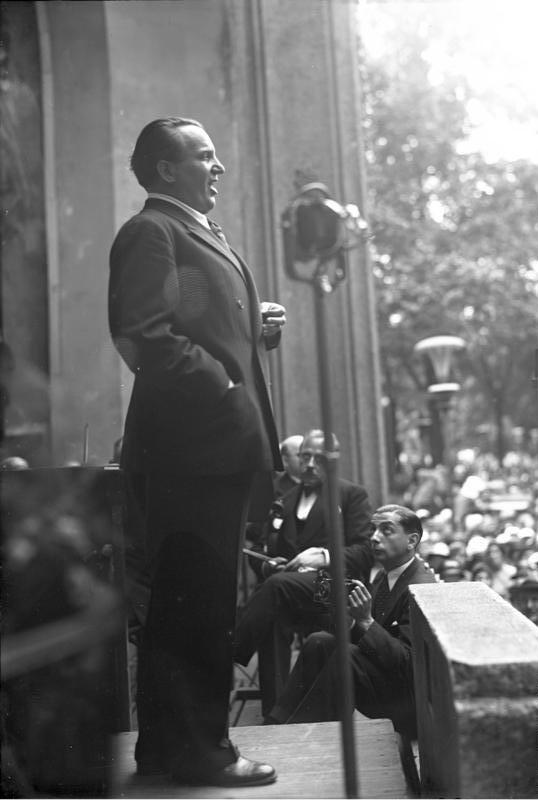
Richard Tauber; * 16. Mai

- 19. April: Henrik Adam Due, norwegischer Geiger und Musikpädagoge († 1966)
- 21. April: Jean Dansereau, kanadischer Pianist und Musikpädagoge († 1974)
- 22. April: George Enacovici, rumänischer Komponist († 1965)
- 23. April: Sergei Sergejewitsch Prokofjew, russischer Komponist († 1953)
- 00. April: Charley Patton, US-amerikanischer Bluesmusiker († 1934)
- 04. Mai: Frederick Jacobi, US-amerikanischer Komponist († 1952)
- 07. Mai: José María Aguilar, uruguayischer Sänger, Gitarrist und Komponist († 1951)
- 09. Mai: Fritz Heitmann, deutscher Organist († 1953)
- 13. Mai: Arthur Lourié, russischer Komponist († 1966)

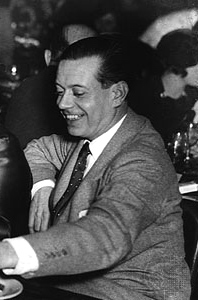
Cole Porter; * 9. Juni

- 16. Mai: Richard Tauber, österreichisch-britischer Opernsänger († 1948)
- 22. Mai: Lucien Cailliet, US-amerikanischer Komponist und Klarinettist († 1985)
- 26. Mai: Mamie Smith, US-amerikanische Sängerin, Tänzerin und Schauspielerin († 1946)
- 27. Mai: Claude Champagne, kanadischer Komponist († 1965)
- 31. Mai: Erich Walter Sternberg, israelischer Komponist († 1974)
- 03. Juni: Otto Schäfer, deutscher Orgelbauer († 1945)

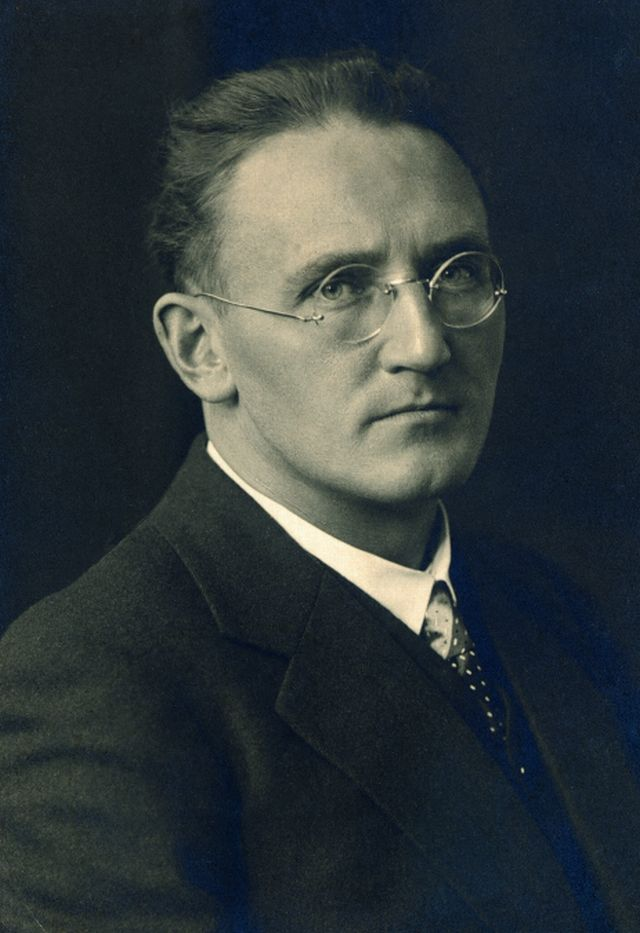
Hermann Scherchen; * 21. Juni

- 04. Juni: Ernö Rapée, ungarisch-US-amerikanischer Pianist, Komponist und Dirigent († 1945)
- 06. Juni: István Kardos, ungarischer Komponist, Dirigent, Gesangspädagoge, Pianist und Jazz-Musiker († 1975)
- 07. Juni: Athos Palma, argentinischer Komponist und Musikpädagoge († 1951)
- 09. Juni: Cole Porter, US-amerikanischer Komponist und Liedtexter († 1964)
- 12. Juni: Kurt Stiebitz, deutscher Musikwissenschaftler und Komponist († 1964)
- 17. Juni: Georges Beauchemin, kanadischer Sänger († 1957)
- 17. Juni: Pierre Luboshutz, russischer Pianist und Musikpädagoge († 1971)
- 18. Juni: Marie-Louise Boëllmann-Gigout, französische Organistin und Musikpädagogin († 1977)
- 19. Juni: Mishel Piastro, US-amerikanischer Geiger und Dirigent († 1970)
- 19. Juni: Juan Pulido, spanischer Sänger und Schauspieler († 1972)
- 21. Juni: Hermann Scherchen, deutscher Dirigent († 1966)

### Juli bis Dezember
- 10. Juli: Siegfried Günther, deutscher Lehrer und Musikwissenschaftler († 1992)
- 13. Juli: Marguerite Boulc’h, französische Chansonsängerin, auch Fréhel genannt († 1951)
- 26. Juli: Fritz Ringgenberg, Schweizer Bankangestellter und Bühnenautor in Mundart († 1977)
- 01. August: Enrique Mario Casella, argentinischer Komponist († 1948)
- 02. August: Arthur Bliss, englischer Komponist († 1975)
- 03. August: Hans Sachsse, deutscher Komponist, Musikpädagoge und Architekt († 1960)
- 06. August: Hans Mersmann, deutscher Musikforscher († 1971)
- 08. August: Adolf Busch, deutscher Geiger und Komponist († 1952)
- 12. August: Antonio Cortis, spanischer Opernsänger († 1952)
- 14. August: Mihail Jora, rumänischer Komponist († 1971)
- 17. August: Ludvík Kundera, tschechischer Musikwissenschaftler und Pianist († 1981)
- 20. August: Otto Uhlmann, Schweizer Komponist und Dirigent († 1980)
- 22. August: Walter Lutze, deutscher Dirigent († 1980)
- 25. August: Samuel Gardner, US-amerikanischer Komponist und Violinist († 1984)
- 03. September: Marcel Georges Lucien Grandjany, französischer Harfenist, Lehrer, Komponist und Dichter († 1975)
- 04. September: Seweryn Barbag, polnisch-jüdischer Komponist, Musikwissenschaftler und -pädagoge († 1944)
- 04. September: Sam Lanin, US-amerikanischer Jazz-Musiker († 1977)
- 07. September: Ferdinand Timmermans, niederländischer Carilloneur, Organist und Musikinstrumentenbauer († 1967)

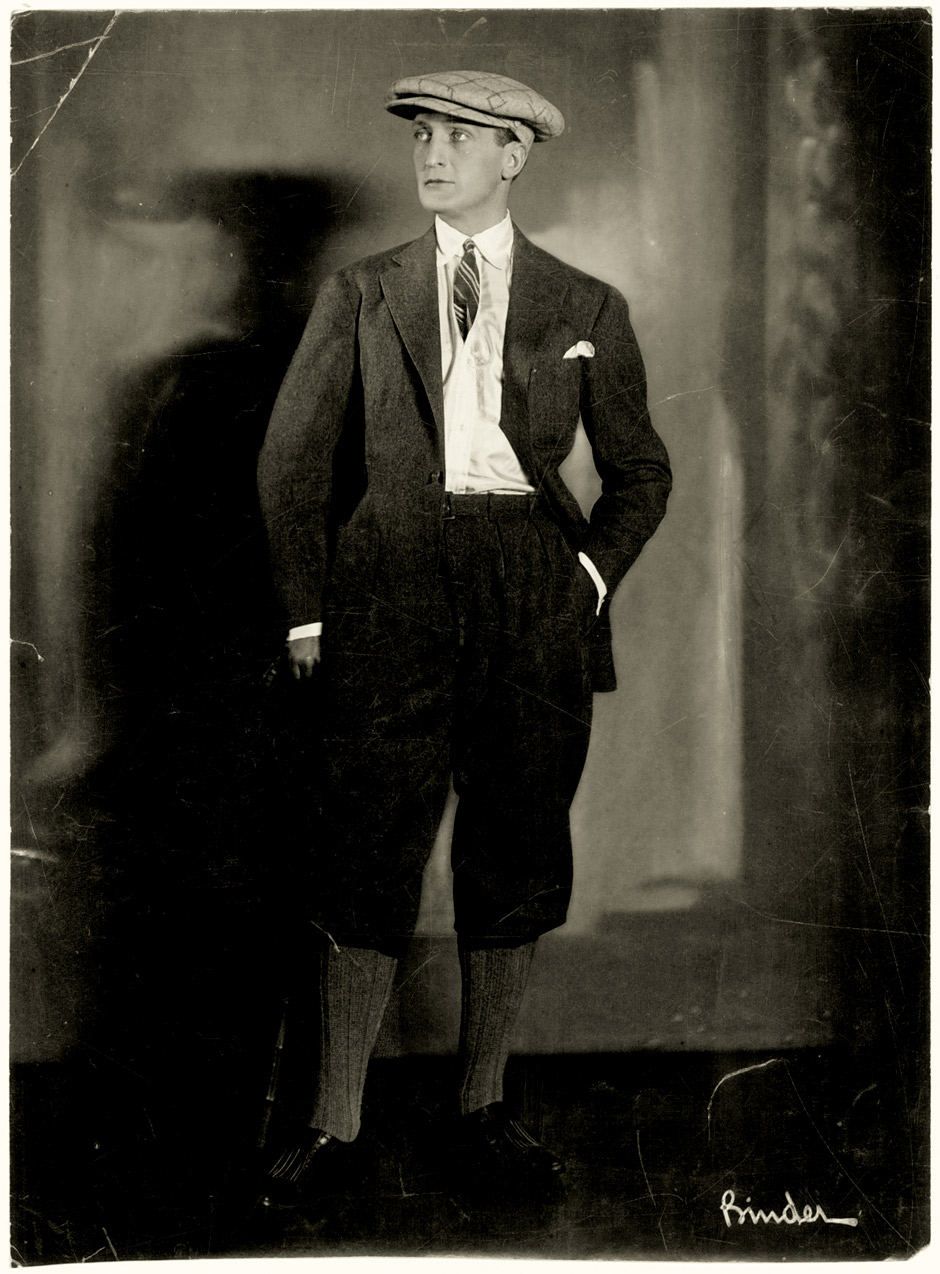
Hans Albers; * 22. September

- 11. September: Noël Gallon, französischer Komponist und Kompositionslehrer († 1966)
- 12. September: Eleanor Painter Strong, US-amerikanische Opernsängerin († 1947)
- 16. September: Czesław Marek, polnischer Komponist († 1985)
- 22. September: Hans Albers, deutscher Schauspieler und Sänger († 1960)
- 22. September: Edmund Nick, deutscher Komponist, Dirigent und Musikschriftsteller († 1974)
- 26. September: Charles Münch, französischer Dirigent († 1968)

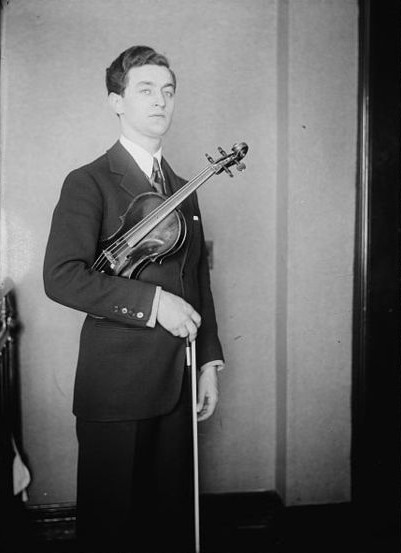
Samuel Dushkin; * 13. Dezember

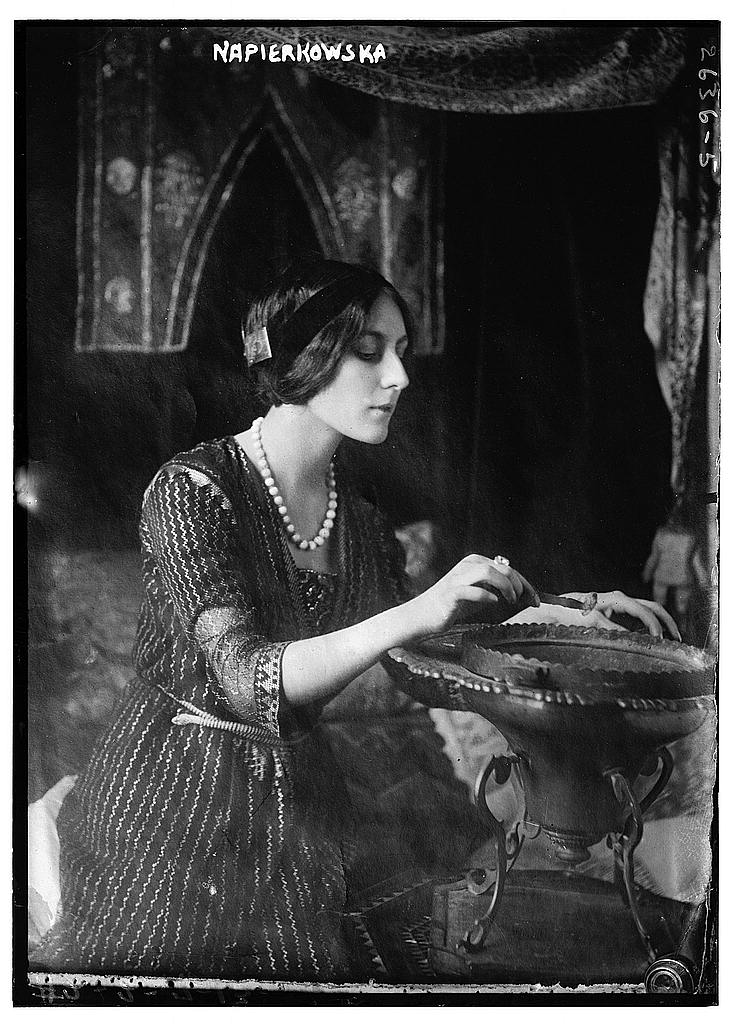
Stacia Napierkowska; * 16. Dezember

- 30. September: Ernest Dainty, kanadischer Pianist, Organist, Komponist und Dirigent († 1947)
- 02. Oktober: Wanda Chmielowska, polnische Pianistin und Musikpädagogin († 1980)
- 06. Oktober: Hanns Lange, deutscher Kammersänger († 1970)
- 08. Oktober: Germán Prado Peralta, spanischer Musikwissenschaftler († 1974)
- 11. Oktober: Armando Augusto Salgado Freire, portugiesischer Gitarrist und Komponist († 1946)
- 13. Oktober: Ludwig Weber, deutscher Komponist und Musikpädagoge († 1947)
- 19. Oktober: Kurt Schubert, deutscher Komponist, Pianist und Klavierpädagoge († 1945)
- 23. Oktober: Lili Kroeber-Asche, deutsche Pianistin und Hochschullehrerin († 1972)
- 25. Oktober: Gertrud Callam, deutsche Opernsängerin († 1980)
- 26. Oktober: Roy Knapp, US-amerikanischer Perkussionist und Musikpädagoge († 1979)
- 30. Oktober: Rudolf Johann Niedermayer, Komponist, Musikpädagoge, Organist, Chorleiter und Musiker († 1970)
- 04. November: Miroslav Krejčí, tschechischer Komponist, Musikpädagoge und Hochschullehrer († 1964)
- 19. November: Margerita Trombini-Kazuro, polnische Pianistin, Cembalistin und Musikpädagogin († 1979)
- 26. November: Stefania Baruch, polnische Musikerin und Überlebende der nationalsozialistischen Verfolgung († unbekannt)
- 27. November: Arsène Becuwe, belgischer Komponist und Dirigent († 1992)
- 29. November: Richard Donovan, US-amerikanischer Komponist, Organist, Dirigent und Musikpädagoge († 1970)
- 02. Dezember: Karl Meyer-Frenner, österreichischer Komponist († 1945)
- 03. Dezember: Mieczysław Szaleski, polnischer Bratschist und Musikpädagoge († 1958)
- 04. Dezember: Licco Amar, ungarischer Violinist († 1959)
- 11. Dezember: Jenny Gertz, sozialistische deutsche Tanzpädagogin († 1966)
- 13. Dezember: Samuel Dushkin, US-amerikanischer Geiger polnisch-russischer Herkunft († 1976)
- 15. Dezember: A. P. Carter, US-amerikanischer Country-Sänger († 1960)
- 16. Dezember: Stacia Napierkowska, französische Tänzerin, Schauspielerin († 1945)
- 24. Dezember: Hilmar Höckner, deutscher Musikwissenschaftler und -pädagoge († 1968)

### Genaues Geburtsdatum unbekannt
- Bernardino Gálvez Bellido, spanischer Violoncellist und Musikpädagoge († 1943)
- Arthur Egerton, kanadischer Organist, Chorleiter, Komponist und Musikpädagoge († 1957)

### Geboren um 1891
- Martha Copeland, US-amerikanische Unterhaltungskünstlerin und Bluessängerin († nach 1929)

## Gestorben

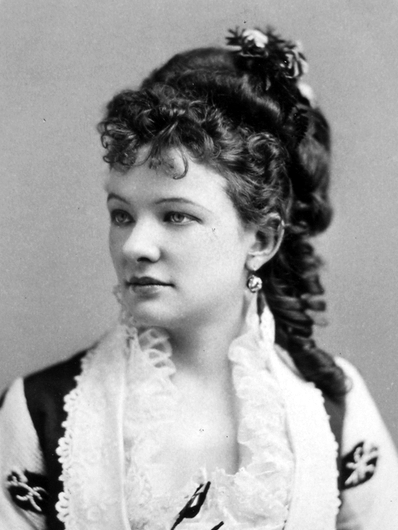
Emma Abbott; † 5. Januar

- 05. Januar: Emma Abbott, US-amerikanische Opernsängerin (* 1850)
- 07. Januar: Friedrich Mergner, deutscher evangelischer Theologe und Komponist (* 1818)
- 07. Januar: Wilhelm Taubert, deutscher Komponist (* 1811)

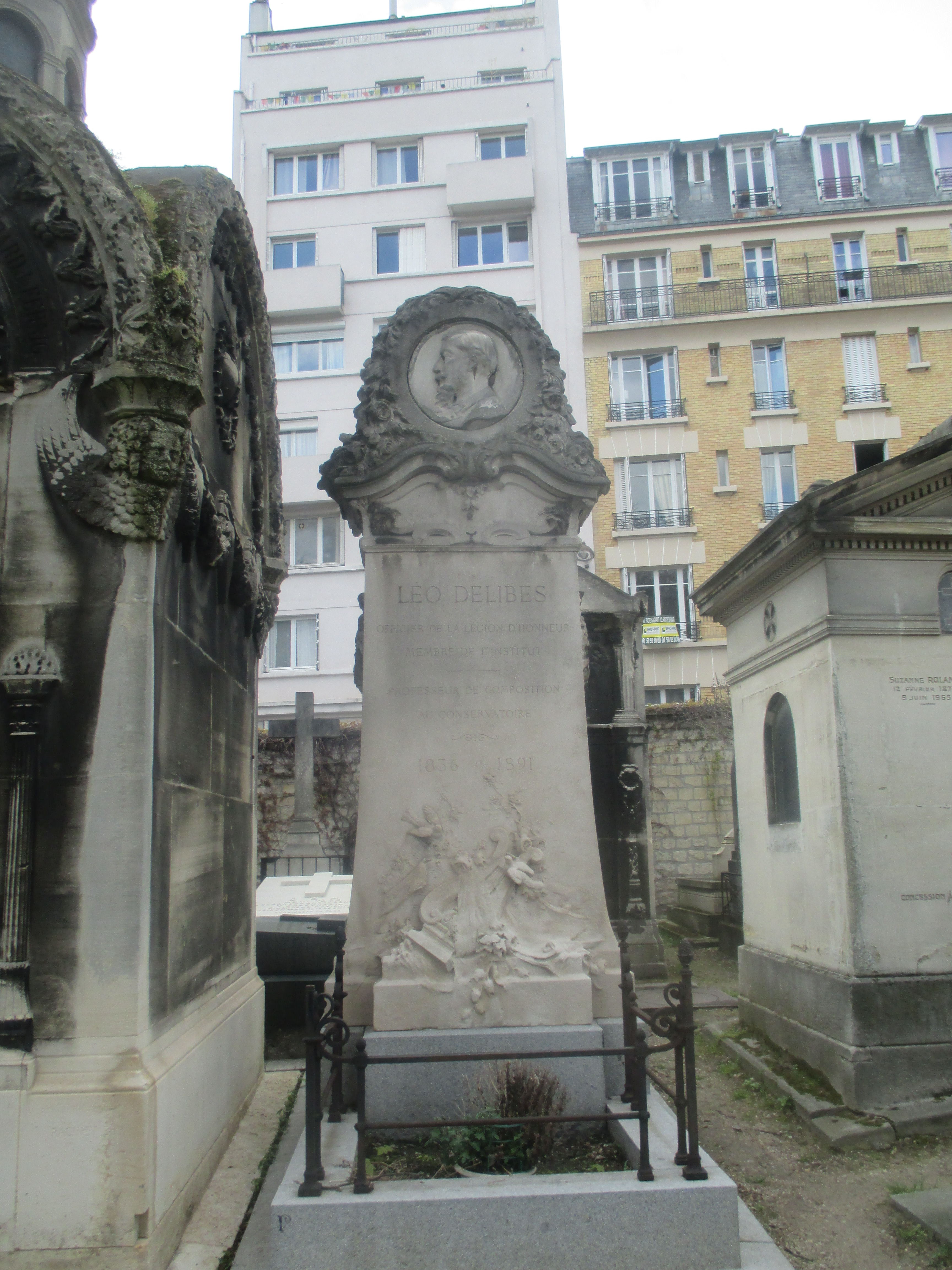
Grab von Léo Delibes auf dem Cimetière de Montmartre in Paris

- 16. Januar: Léo Delibes, französischer Komponist (* 1836)
- 19. Januar: Lockroy, französischer Librettist und Schauspieler (* 1803)
- 02. Februar: Hermann Oesterley, deutscher Germanist, Musikwissenschaftler und Bibliothekar (* 1833)
- 24. Februar: Jules De Swert, belgischer Cellist, Komponist und Musikpädagoge (* 1843)
- 14. März: Franz Anton Mahr, böhmischer Komponist und Militärkapellmeister (* 1830)
- 15. März: Josef Chmelíček, tschechischer Zisterzienserpater, Theologe, Organist und Komponist (* 1823)
- 19. März: Eduard Kuhlo, deutscher evangelischer Pfarrer und Mitbegründer der evangelischen Posaunenchorbewegung (* 1822)
- 07. April: August Kömpel, deutscher Violinvirtuose (* 1831)
- 15. April: Stephen Albert Emery, US-amerikanischer Komponist und Musikpädagoge (* 1841)
- 17. April: Jules Alary, italienisch-französischer Flötist, Komponist und Musikpädagoge (* 1814)
- 18. April: Auguste Bazille, französischer Organist und Komponist (* 1828)
- 03. Mai: Marie Hinrichs, deutsche Sängerin und Komponistin (* 1828)
- 11. Mai: Eugène Ortolan, französischer Jurist, Diplomat und Komponist (* 1824)
- 23. Mai: Ignace Xavier Joseph Leybach, französischer Komponist und Organist (* 1817)
- 03. Juni: Balduin Dahl, dänischer Komponist und Kapellmeister (* 1834)
- 04. Juni: Angelo Frondoni, italienischer Komponist (* 1808)
- 05. Juni: Magdalena von Dobeneck, deutsche Schriftstellerin und Komponistin (* 1808)
- 27. Juni: Joseph Niering, deutscher Opernsänger (* 1835)
- 02. Juli: Hugo Türpe, deutscher Cornet-Virtuose und Komponist (* 1859)
- 04. Juli: Carl August Haupt, deutscher Komponist (* 1810)
- 06. August: Henry Litolff, britischer Komponist (* 1818)
- 22. August: Augustus Frederick Lehmann, britisch-deutscher Geschäftsmann und Stahlfabrikant, Violinist, und Politiker (* 1826)
- 30. August: Pierre-Julien Nargeot, französischer Komponist (* 1799)
- 01. Oktober: Giulio Cesare Ferrarini, italienischer Dirigent, Geiger und Musikpädagoge (* 1807)
- 17. Oktober: Heinrich Sattler, deutscher Organist und Publizist (* 1811)
- 27. Oktober: Charles Constantin, französischer Dirigent und Komponist (* 1835)
- 05. November: Joseph August Adam, österreichischer Kapellmeister, Komponist und Tierpräparator (* 1817)
- 08. November: Eduard Köllner, deutscher Komponist (* 1839)
- 29. November: Leopoldine Hofmann, österreichische Sängerin und Ehefrau des Erzherzogs Heinrich von Österreich (* 1842)
- 06. Dezember: Joseph Crèvecoeur, französischer Komponist (* 1819)
- 23. Dezember: Holger Simon Paulli, dänischer Dirigent und Komponist (* 1810)